# Diga del Châtelot
La diga del Châtelot è una diga ad arco situata sul confine tra Francia e Svizzera, nel Canton Neuchâtel.

## Descrizione
Ha un'altezza di 74 metri e il coronamento è lungo 150 metri. Il volume della diga è di 48.000 metri cubi.
Il lago creato dallo sbarramento, il lac de Moron ha un volume massimo di 20,4 milioni di metri cubi, una lunghezza di 3,3 km e un'altitudine massima di 716 m s.l.m. Lo sfioratore ha una capacità di 500 metri cubi al secondo.
Le acque del lago vengono sfruttate dall'azienda svizzera Electricité Neuchâteloise SA.

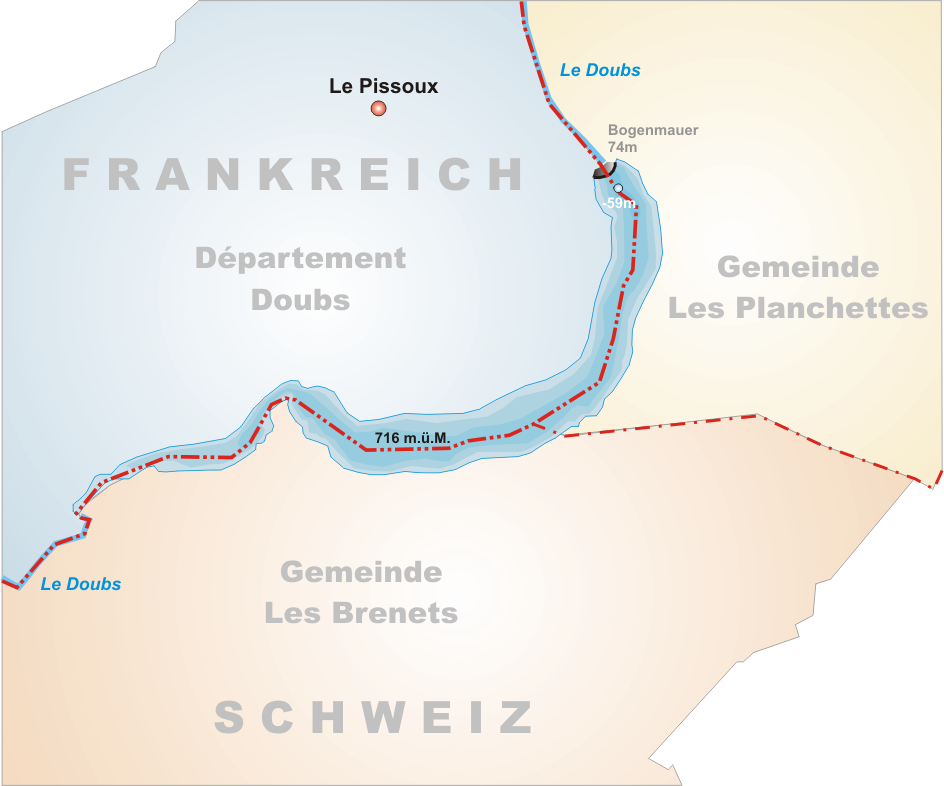
Mappa del lago